# Adam Paclt
Adam Paclt (* 16. května 1984 Praha) je český podnikatel, softwarový analytik a odborník na kybernetickou bezpečnost.

## Život
Narodil se v květnu 1984. V minulosti byl dva roky zasnouben s modelkou Evou Čerešňákovou. Od ledna 2002 do prosince 2006 působil jako obchodní ředitel v softwarové společnosti IceWarp. V lednu 2006 založil a do roku 2015 vedl společnost E&S Distribution, v roce 2006 se navíc stal spoluzakladatelem společnosti eM Client. V září 2012 spoluzakládal společnost AppToCloud.com, v roce 2016 stál u založení společnosti APPSEC. V roce 2014 se vrátil do společnosti IceWarp, kde se navíc stal jejím generálním ředitelem. Jeho společnosti se mj. zabývají vývojem aplikací, které konkurují balíčku Microsoft 365 od společnosti Microsoft. Je rovněž spoluvlastníkem asijské restaurace na Karlíně.
V krajských volbách v roce 2020 podporoval hnutí Trikolora. Ve sněmovních volbách v roce 2025 kandiduje na 2. místě kandidátní listiny Motoristů sobě v Praze. Stranu zároveň finančně podporuje. V minulosti spolupracoval s ředitelem organizace CERMAT Miroslavem Krejčím na realizaci projektu DiPSy (Digitální přihlašovací systém na střední školy).